# Provincia de Kostanái
Kostanái (del kazajo: Қостанай облысы) es una de las diecisiete provincias de Kazajistán. Su capital es la homónima Kostanái. Está ubicada al norte del país, limitando al noroeste y norte con Rusia, al este con Kazajistán Septentrional y Akmola, al sureste con Karagandá y al oeste con Aktobé. Tiene una importante minoría rusa.

## Geografía
La provincia de Kostanái limita con los sujetos federales rusos óblast de Oremburgo, óblast de Cheliábinsk y óblast de Kurgán al noroeste, y está cerca de los montes Urales. También limita con cuatro provincias kazajas: con la provincia de Aktobe al sudoeste; con la provincia de Karaganda al sur; la provincia de Akmola al sureste y con Kazajistán Septentrional al noreste. El río Tobol, tributario del río Irtysh, nace en la provincia y la atraviesa en su camino hacia Rusia.

## División administrativa

Distritos de la provincia de Kostanái.

Se divide en 16 distritos:
- Altynsarin
- Amangeldi
- Auliekol
- Denisov
- Fyodorov
- Kamysty
- Karabalyk
- Karasu
- Kostanái
- Mendykara
- Nauyrzym
- Sarykol
- Taran
- Uzunkol
- Zhangeldi
- Zhetikara

## Demografía
| Gráfica de evolución de Provincia de Kostanái entre 1970 y 2020 |
|                                                                 |